# العلاقات الفانواتية النيكاراغوية
العلاقات الفانواتية النيكاراغوية هي العلاقات الثنائية التي تجمع بين فانواتو ونيكاراغوا.

## مقارنة بين البلدين
هذه مقارنة عامة ومرجعية للدولتين:
| وجه المقارنة                                              | فانواتو                                  | نيكاراغوا        |
| --------------------------------------------------------- | ---------------------------------------- | ---------------- |
| المساحة (كم2)                                             | 12.19 ألف                                | 130.38 ألف       |
| عدد السكان (نسمة)                                         | 276.24 ألف                               | 6.22 مليون       |
| الكثافة السكانية (ن./كم²)                                 | 22.66                                    | 47.71            |
| العاصمة                                                   | بورت فيلا                                | ماناغوا          |
| اللغة الرسمية                                             | اللغة البسلاما، لغة فرنسية، لغة إنجليزية | اللغة الإسبانية  |
| العملة                                                    | فاتو فانواتي                             | كوردبا نيكاراغوا |
| الناتج المحلي الإجمالي (بليون دولار)                      | 862.88 مليون                             | 13.81 مليار      |
| الناتج المحلي الإجمالي (تعادل القوة الشرائية) بليون دولار | 790.76 مليون                             | 31.63 مليار      |
| الناتج المحلي الإجمالي الاسمي للفرد دولار أمريكي          | 2.81 ألف                                 | 2.09 ألف         |
| الناتج المحلي الإجمالي للفرد دولار أمريكي                 | 3.03 ألف                                 | 4.92 ألف         |
| مؤشر التنمية البشرية                                      | 0.594                                    | 0.631            |
| رمز المكالمات الدولي                                      | +678                                     | +505             |
| رمز الإنترنت                                              | .vu                                      | .ni              |
| المنطقة الزمنية                                           | ت ع م+11:00                              | 00               |

## منظمات دولية مشتركة
يشترك البلدان في عضوية مجموعة من المنظمات الدولية، منها:
| علم المنظمة | اسم المنظمة                        | تاريخ انضمام فانواتو | تاريخ انضمام نيكاراغوا |
| ----------- | ---------------------------------- | -------------------- | ---------------------- |
|             | يونسكو                             | 10 فبراير 1994       | 22 فبراير 1952         |
|             | مؤسسة التمويل الدولية              | 28 سبتمبر 1981       | 20 يوليو 1956          |
|             | منظمة حظر الأسلحة الكيميائية       | ?                    | ?                      |
|             | مؤسسة التنمية الدولية              | 28 سبتمبر 1981       | 30 ديسمبر 1960         |
|             | منظمة التجارة العالمية             | ?                    | ?                      |
|             | وكالة ضمان الاستثمار متعدد الأطراف | 27 يوليو 1988        | 12 يونيو 1992          |
|             | الاتحاد البريدي العالمي            | ?                    | ?                      |
|             | الاتحاد الدولي للاتصالات           | 30 مارس 1988         | 12 مايو 1926           |
|             | الأمم المتحدة                      | 15 سبتمبر 1981       | 24 أكتوبر 1945         |
|             | البنك الدولي للإنشاء والتعمير      | 28 سبتمبر 1981       | 14 مارس 1946           |

## وصلات خارجية
- موقع وزارة الخارجية النيكاراغوية